# Gandhi (film)
 For alternative betydninger, se Gandhi (flertydig). (Se også artikler, som begynder med Gandhi)
Gandhi er en biografisk film fra 1982 instrueret af Richard Attenborough, der er baseret på Mahatma Gandhis liv. Filmen følger hans kamp for frigørelsen af Indien.
Ca. 300.000 statister deltog i begravelsesscenerne, heraf blev 94.560 betalt et beskedent beløb, og resten var frivillige.

## Medvirkende
- Ben Kingsley - Mahatma Gandhi
- Rohini Hattangadi - Kasturba Gandhi
- Candice Bergen - Margaret Bourke-White
- Martin Sheen - Vince Walker
- Roshan Seth - Jawaharlal Nehru

## Modtagelse
Gandhi blev i 1983 nomineret til 11 Oscars og endte med at vinde 8 af dem:
- Bedste film gik til Richard Attenborough
- Bedste instruktør gik til Richard Attenborough
- Bedste mandlige hovedrolle gik til Ben Kingsley
- Bedste scenografi gik til Stuart Craig, Robert W. Laing og Michael Seirton
- Bedste fotografering Billy Williams og Ronnie Taylor
- Bedste klipning gik til John Bloom
- Bedste originale manuskript gik til John Briley
- Bedste kostumer gik til John Mollo og Bhanu Athaiya